# 朝鲜互联网

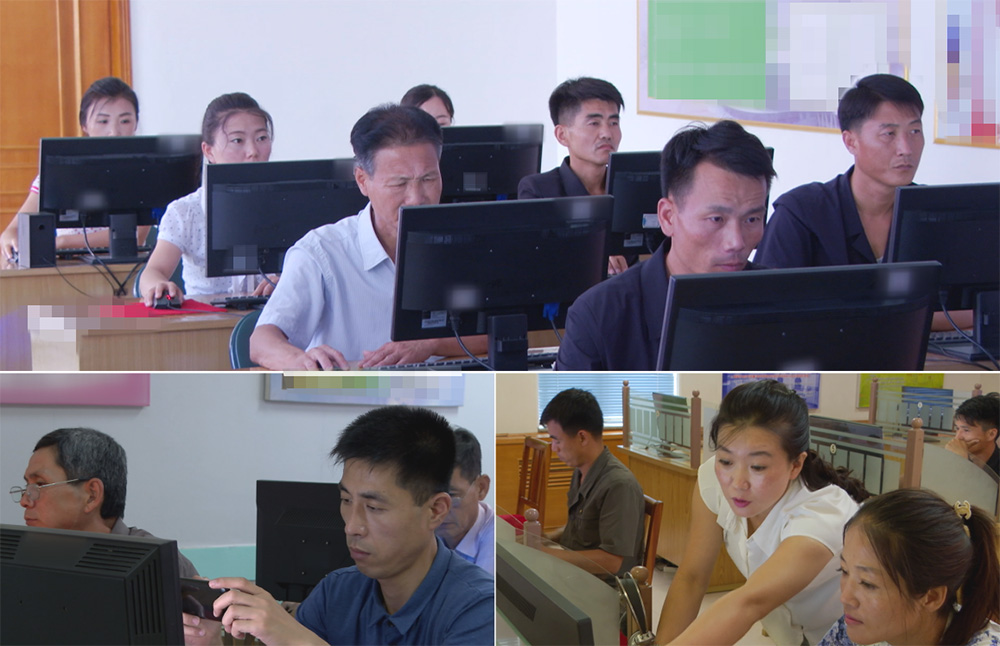
朝鲜平壤使用电脑的民众

朝鲜民主主义人民共和国互联网的使用情况与其他国家有所不同。在朝鲜，人们只有经过特别许可才能访问互联网。朝鲜的互联网主要由政府部门和在朝外国人使用。朝鲜拥有一系列宽频基础设施，例如各机构之间的光纤网络。但是在大多数情况下，政府机构所使用的网络是国内唯一的免费内联网，这个网络被称为“光明网”。只有极少数人拥有国际互联网的访问权限。
2006年，无国界记者组织称朝鲜是“迄今为止互联网上最严重的黑洞”。在保护记者委员会于2015年发布的“互联网审查最严格的十个国家”榜单中，朝鲜位居第二，仅次于厄立特里亚。2020年，网站视觉资本（VisualCapitalist）与Datareportal数码平台的报告显示，朝鲜互联网使用率为0%，为全球唯一沒有成规模网民的国家。

## 概况
朝鲜的互联网由国内独家互联网服务供应商——星合营会社（Star Joint Venture Co.）提供，它是朝鲜递信贸易会社与泰国洛士利太平洋（Loxley Pacific）合资的企业。从2009年12月21日开始，朝鲜互联网的IP地址分配由该公司控制。在成立星合营会社之前，朝鲜只能通过与德国相连的卫星网络，或者在政府需要时直连到中国联通或俄罗斯TransTeleCom电信公司的线路来访问互联网。现在朝鲜几乎所有的互联网流量都会通过中国路由。
从2013年2月开始，位于朝鲜的外国人可以通过高丽电信提供的3G服务进行手机上网。
在朝鲜，互联网的访问权限受到了极其严厉的限制。2016年，研究机构“We are social”发布调查报告，表示朝鲜只有7,200名互联网使用者，占全国人口数量的0.03%，可以不受限制访问互联网的人往往自称是高官、非政府组织成员或外国大使。朝鲜领袖金正日也表示自己热爱“网上冲浪”。按照Incapsula安全研究员奥弗·嘎耶的说法，朝鲜全国的网络流量痕迹比福克兰群岛还要少。同时身为《东亚日报》记者和脱北者的朱成夏指出，截止到2014年，朝鲜政府已经用光明网来限制互联网使用率，特别是在旅馆等环境。尽管大多数大学校园已经能够访问光明网，政府还是会“严格监控网络访问”。对于互联网的存在，朝鲜很多国民可能浑然不知。
但是，朝鲜的信息技术产业正在增长，对互联网访问的需求量也在增加。在2010年10月，朝鲜中央通讯社网站通过朝鲜的服务器和朝鲜IP地址上线，这是已知的第一个直接连往互联网的朝鲜网站。与此同时，10月9日，参加朝鲜劳动党成立65周年庆典的外国记者可以在专门安排的记者室内完整地访问互联网。不过，由于朝鲜政府的孤立政策，人们很难了解朝鲜电子产业的发展情况。苹果、索尼和微软公司禁止将其产品销往朝鲜，所以有第三方公司购买他们的产品，并将其作为自己的商品销售给朝鲜客户。
从2016年4月开始，朝鲜封锁了Facebook、YouTube、Twitter和大韩民国的网站，因为“对网上信息的传播表示关切”。
2018年，朝鲜官方公布WiFi服务“未来”，惟使用该服务需要插入专用SIM卡，且仅能访问朝鲜内网。

## 朝鲜政府对互联网的使用

### 网站
在2005年，朝鲜政府运营的网站数量大约有30个左右。2004年，韩国警方识别出了43家使用外国服务器上的亲朝网站。警方在报告中称，这些网站鼓励对韩国和西方国家的敌视态度，并积极正面描绘朝鲜。 根据《东亚日报》报道，在韩国之外运营的亲朝网站包括位于日本的“朝鲜通信”和“Guk-jeonseon”、位于中国的“统一阿里郎”、位于美国的“民族通信”，此外还有12个新上线的亲朝网站，例如“Korea Network”。
2010年8月，BBC新闻报道指出由朝鲜政府签约的网络代理服务商已为“我们民族之间”开设了官方YouTube频道、Facebook主页和Twitter账户。Twitter和YouTube账户都使用。BBC还指出，“朝鲜方面在最近的Twitter推文中指出韩国当前的行政部门是美国人的‘妓女’。”
此外，朝鲜各网站都会包含一个突出显示领导人姓名的特殊程序。按照规定，朝鲜已故最高领导人金日成、金正日和现任最高领导人金正恩的名字出现在光明网内的任何一个网站上时，他们的姓名字体必须比页面上的标准字体大10%~20%。
在2016年9月21日上午约5点钟（UTC）时，朝鲜的一台.kp域名服务器ns2.kptc.kp被误配置允许全球DNS区域转移。而部分有关朝鲜互联网的记述细节因此次操作失误被泄露。泄露的结果显示朝鲜掌控的.kp域名下只有28个可访问的网站。目前该问题已经被朝鲜当局修复。

### 黑客活动
朝鲜121局是朝鲜目前拥有的一支网络部队，编制大约1800人，成员全部是训练有素的精英。目前第一次已知的网络的攻击大约发生在2000年。2013年，朝鲜针对韩国媒体和金融机构发起了网络攻击。2016年6月13日，韩国警方表示，朝鲜黑客攻击了160个韩国政府机构和企业逾14万台电脑，植入恶意代码，为大规模网络攻击的长期计划奠定基础。朝鲜重视网络战，其中一个原因就是网络战更节省成本。
韩国No Cut News报道称朝鲜政府还通过在金策工业综合大学和金日成综合大学训练黑客来从海外获利。例如，有一组黑客驻扎在中国的沈阳，开发并销售针对《天堂》游戏的外挂程序。2011年5月，有一位韩国公民因为购买了该程序而被逮捕。
2014年11月发生的索尼影业遭黑客攻击事件被美国联邦调查局认定与朝鲜政府有关。12月19日至21日，朝鲜的互联网访问遇到了技术困难。22日，朝鲜完全失去互联网连接，美国被怀疑是幕后主使。23日，经过九个小时的网络中断之后，朝鲜互联网恢复了正常连接，尽管还不太稳定。22日至24日，朝鲜互联网中断了七次，其中包括23日的两次中断。27日，朝鲜互联网再度中断。对于美国是否为这次网络中断的幕后主使，白宫拒绝置评。互联网安全专家表示这次网络中断的原因无法判断。监测全球互联网联网状况的美国公司Dyn Research首席科学家吉姆·考伊认为可能是拒绝服务攻击或其他原因。类似的网络中断在2013年3月也发生过，当时持续了一天半。

## 商业活动
除了对外宣传网站之外，朝鲜也有若干从事对外商业活动的网站。2002年朝鲜方面曾与一家韩国公司合作开设了面向韩国人的在线赌博网站（在韩国，在线赌博属于违法行为），但该网站已经被关闭。2007年下半年，朝鲜方面与一家匿名的中国公司共同开设了第一家网络购物网站，并命名为“千里马”，不过该网站也已停止运作。2012年8月，高丽航空开通了网上售票服务，用户可以订购从平壤飞往中国北京、上海和沈阳以及俄罗斯符拉迪沃斯托克的航班机票，该网站至今依然正常运作。
2013年3月5日，海盗湾声称为了逃避版权所带来的法律问题，决定在朝鲜设立服务器，但事后海盗湾自己证明相关说法都只是恶作剧。
根據每日北韓的報導，截至2024年6月，北韓境內已經具有電子貨幣結算體系，在北韓境內的商店、銀行、餐館等地方均有普及，並頗受北韓民衆尤其是北韓青年的青睞。同時，報道提及在北韓境內也出現使用QR碼在紫外綫掃碼器上進行掃碼支付的場景。北韓政府亦在緊鑼密鼓地研發多樣化支付方式，並推進首都平壤、事業單位、地方縣市與北韓民衆之間的內部網路互認體系。北韓政府亦在逐步有序地擴大發行銀行卡的支援支付範圍，而不僅僅侷限於使用北韓中央銀行發行的全盛卡進行支付。報道認爲，北韓政府的上述舉措，是爲消除自2009年北韓貨幣改革以來北韓民衆對於北韓政府的不信任感，兼具再利用北韓民衆持有的閑置資金。而從北韓青年對電子支付便捷性的青睞以及其他北韓民衆對於電子支付的好奇心理來看，北韓政府此舉頗具成效。

## IPv4范围
目前已知的能由朝鲜使用的IPv4地址段包括：
| IP地址范围                    | CIDR表示        | IP地址数量 | 来源                      |
| ----------------------------- | --------------- | ---------- | ------------------------- |
| 175.45.176.0 – 175.45.179.255 | 175.45.176.0/22 | 1,024      | 朝鲜星合营会社            |
| 210.52.109.0 – 210.52.109.255 | 210.52.109.0/24 | 256        | 中国联通                  |
| 77.94.35.0 – 77.94.35.255     | 77.94.35.0/24   | 256        | 俄罗斯卫星通信公司SatGate |

有研究人员经过三年的扫描分析，发现朝鲜的Web服务器使用CentOS和自己开发的红星操作系统3.0版本。服务器软件主要为Apache和BIND，邮件服务器使用Cisco PIX smptd和Cyrus，流媒体服务器使用Icecast，而路由器主要来自思科公司。朝鲜的互联网基础设施在扫描期间基本没变。
朝鲜对互联网有严格限制，对其所能使用IP地址的分配依然非常保守。例如在2012年，平壤科学技术大学只有一个公网IP地址，在德國之聲所製作紀錄片當中提及到北韓僅有1000個可供使用的IP位址，而其中有數量可觀的IP位址用於北韓對外的駭客攻擊行動當中。